# ناو (سروآباد)
ناو، روستایی از توابع بخش اورامان شهرستان سروآباد در استان کردستان ایران است. روستای ناو در نوار مرز استان کرمانشاه قرار دارد،ناو در همسایگی روستاهای  نوین ، هجیج ، کلجی و اسپریز قرار دارد. چشمه بل در فاصله ی بسیار کمی از روستا قرار گرفته است
این روستا به نگین غرب مشهور است.
ناو مهد زیبایی و فرهنگ و هنر است.
این روستا دارای طبیعت بکر و بسیار زیبا یکی از مکان های تاریخی کردستان است باستان‌شناسان در بررسی یک پناهگاه صخره‌ای در ارتفاعات مشرف‌ به رودخانه سیروان در نزدیکی روستای ناو (شهرستان سروآباد)، آثاری با قدمت بیش از  پنج هزار سال کشف کرده‌اند. آثار یافت شده شامل مجموعه‌ای غنی از سفال‌های شاخص  دوره مس و سنگ همراه با ابزارهای سنگی ساخته‌شده از سنگ چخماق است.
روستای ناو به اسم روستای پزشکان نیز مشهور است. این روستا با داشتن جمعیت کمتر از ۷۰۰ نفر بیش از ۱۵۰ تا پزشک و پرستار و داروساز را در خود پرورانده است.

بافت روستای ناو مانند بسیاری از روستاهای منطقه اورامانات، سنتی است و پشت بام هر خانه حیاط خانه دیگری محسوب می‌شود. سندی در مورد اینکه روستای ناو در چه تاریخی بنیان نهاده شده، وجود ندارد ولی در طول تاریخ همواره قطب تولید انار و انجیر بوده است. مهم‌ترین منبع درآمد مردم روستای ناو کشاورزی به ویژه باغداری است، البته تعدادی از آنها هم به دامداری نیز اشتغال دارند که رونق چندانی ندارد. «رب انار» روستاهای اورامان مشهور است و به قول مردمان آبادی طرفداران زیادی دارد.فصل برداشت انار که پایان می‌یابد کار و تلاش در عرصه دیگری از تولید خود را نشان می‌دهد، گیوه‌بافی«کلاش» پای‌افزاری که پای راست و چپ ندارد و صفر تا 100 آن توسط زنان و مردان آبادی در فرآیندی سخت و پرتلاش بافته می‌شود.
امروزه اسکله ی قایق رانی روستای ناو با اسم دریبر کنار نیز شروع به فعالیت کرده است و توجه گردشگران را به خود جلب کرده است.
مردم ناو در زمان قدیم بر روی کوهی که مقابل روستا قرار دارد سکونت داشته اند،بدلیل تردد سخت و ارتفاع زیاد آن به مکان فعلی روستا جایگزین شده اند. افرادی که روستا را تشکیل داده اند ۳نفر بوده و تشکیل خانواده داده اند و به مرور جمعیت زیاد شده است.
جمعیت مردم روستا نشین همواره در حال کاهش بوده به طوری که فقط تعداد کمی از جوانان ناو را برای ادامه ی زندگی انتخاب می کنند، از مشکلات اصلی روستا دور بودن از امکانات شهری بیمارستان ها ،مراکز درمانی و آموزشی را می توان نام برد، وضعیت جاده ی روستا خاکی است و امکان تردد بسیار سخت است
https://commons.wikimedia.org/wiki/File:%D8%B3%D9%86%D8%AF_%D9%85%D8%B1%D8%B2%D8%A8%D9%86%D8%AF%DB%8C_%D8%AA%D8%A7%D8%B1%DB%8C%D8%AE%DB%8C_%D8%B1%D9%88%D8%B3%D8%AA%D8%A7%DB%8C_%D9%86%D8%A7%D9%88.jpg
File : سند مرزبندی تاریخی روستای ناو.jpg

## جمعیت
این روستا در دهستان شالیار قرار دارد و براساس سرشماری مرکز آمار ایران در سال ۱۳۸۵، جمعیت آن ۷۲۴ نفر (۱۷۳ خانوار) بوده‌است.
طبق سرشماری سال ۱۳۹۵ مرکز آمار ایران جمعیت آن ۵۰۷ نفر (۱۶۴ خانوار ) بوده‌است.